# Linus Thörnblad
Carl Linus Thörnblad (* 6. března 1985, Lund) je bývalý švédský sportovec, atlet, jehož specializací byl skok do výšky.

## Kariéra
V roce 2003 získal bronz na mistrovství Evropy juniorů ve finském Tampere. O rok později skončil čtvrtý na juniorském mistrovství světa v italském Grossetu. Švédsko reprezentoval na dvou letních olympijských hrách. V Athénách 2004 ale i v Pekingu 2008 však neprošel sítem kvalifikace.
Jednu z nejúspěšnějších sezón zaznamenal v roce 2006. Na halovém MS v Moskvě vybojoval výkonem 233 cm bronzovou medaili. Těsně pod stupni vítězů, na 4. místě skončil na evropském šampionátu v Göteborgu, kde překonal napotřetí 234 cm stejně jako jeho krajan Stefan Holm, který získal bronz. O medaili Thörnblada připravil horší technický zápis, když na výšce 230 cm jednou opravoval. Později vyhrál výšku na světovém atletickém finále ve Stuttgartu, kde překonal 233 cm.
V roce 2007 získal stříbrnou medaili na halovém ME v Birminghamu. V letní sezóně vybojoval v maďarském Debrecínu titul mistra Evropy do 23 let (224 cm). Na světovém šampionátu v Ósace postoupil do finále, kde obsadil výkonem 216 cm poslední, 15. místo. V roce 2008 zvítězil výkonem 230 cm na třineckém halovém mítinku Beskydská laťka. Na Mistrovství světa v atletice 2009 v Berlíně se umístil na děleném pátém místě. Jeho posledním velkým šampionátem byla účast na ME v atletice v Barceloně roce 2010, kde skončil na 4. místě.

### Ukončení
Atletickou kariéru ukončil předčasně v roce 2012. Důvodem byly přetrvávající dlouhodobé psychické problémy, kterými začal trpět od roku 2010.

### Osobní rekordy
- hala – 238 cm – 25. února 2007, Göteborg
- venku – 234 cm – 9. srpna 2006, Göteborg